# ورزشگاه ولی
ورزشگاه ولی (انگلیسی: The Valley) یک ورزشگاه فوتبال در شهر لندن، انگلستان است.
این ورزشگاه که متعلق به باشگاه فوتبال چارلتون اتلتیک است در سال ۱۹۱۹ ساخته شده و ظرفیت آن ۲۷٬۱۱۱ نفر است.

## نگارخانه

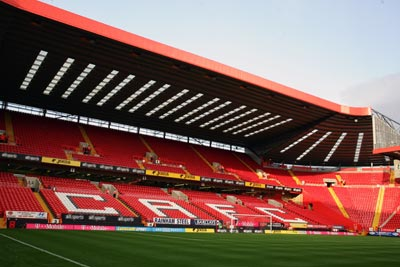
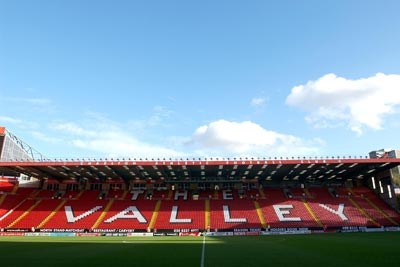
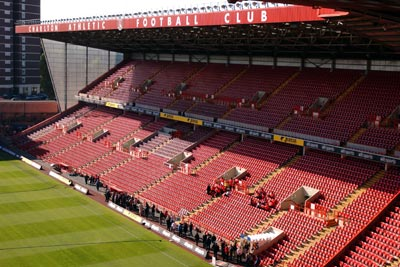
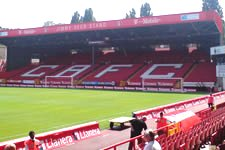